# The Streets Are Talking
The Streets Are Talking là mixtape chính thức thứ hai của nam ca sĩ nhạc rap Pitbull. Mixtape được phát hành miễn phí trên trang web chính thức của anh và một số trang web khác vào ngày 14 tháng 2 năm 2009.

## Danh sách ca khúc
1. Streets Is Talkin (Intro)
2. Been Slept On (Got Now Remix)
3. On Deck (Freestyle)
4. Haters (Interlude)
5. 8 Yrs Of BS (Got Now Remix)
6. Get Up Stand Up
7. Lolli Lolli (Freestyle)
8. Mr 305 (Got Now Remix)
9. Damn That's KrAzY ((hợp tác với Lil Jon) (Got Now Remix)
10. Stickin and Rollin (Freestyle)
11. Calle Ocho (75 St Brazil)
12. Day N Nite ((hợp tác với Kid CuDi) (Got Now x Crookers Mix)
13. Dey Know (Freestyle)
14. One Day ((hợp tác với Chamillionaire) (Got Now Remix)
15. Lookin For Ms ##5 (Interlude)
16. I Been Watchin U ((hợp tác với Lloyd) (Got Now Remix)
17. Kiss Me Thru The Phone (Freestyle)
18. A Milli (Freestyle)
19. Mrs Officer (Freestyle)
20. Paper Boy
21. Fuck The Other Side (Freestyle)
22. Back To Life (Got Now Remix)
23. The Boss (Freestyle)
24. Questions (Freestyle)
25. Arab Money (Freestyle)
26. Incarcarated Scarfaces (Freestyle)
27. Cuban American Gangsta (Got Now Remix)
28. Superstar (Freestyle)
29. Girls Around The World (Freestyle)
30. Straight Outta 305 (Got Now Remix)
31. Stronger (Freestyle)
32. Here I Am (Remix) ((hợp tác với Avery Storm)
33. Shooting Star ((hợp tác với David Rush & Kevin Rudolf)
34. Pitbull Checks Out